# Walter Wüst (Politiker)
Walter Wüst (* 15. Oktober 1896 in Willmenrod, Landkreis Westerburg; † 15. November 1965 in Berlin) war ein deutscher Politiker (SPD).
Walter Wüst war ein Sohn eines Maurers und Steinmetzes und besuchte Volksschulen in Willmenrod und Wiesbaden-Sonnenberg. Er machte eine Lehre – wie bereits der Vater – als Maurer und Steinmetz und trat dem Deutschen Bauarbeiterverband bei. Im Ersten Weltkrieg wurde er eingezogen. 1918 trat er der Unabhängigen Sozialdemokratischen Partei Deutschlands (USPD) bei und wechselte 1922 zur SPD. Wüst studierte ab 1923 an der Akademie der Arbeit bei der Universität Frankfurt am Main Nationalökonomie. 1928 wurde er Angestellter beim Bundesvorstand des Deutschen Baugewerksbunds. Mit der „Machtergreifung“ der Nationalsozialisten wurde er 1933 zunächst entlassen, konnte aber 1934 wieder als Maurer und Steinmetz arbeiten. Ab 1937 wurde er Angestellter der Wehrmacht.
Nach dem Zweiten Weltkrieg wurde Wüst 1946 geschäftsführendes Vorstandsmitglied der Berliner Bau- und Wohnungsgenossenschaft von 1892, auch bei der ersten Berliner Wahl 1946 wurde er in die Stadtverordnetenversammlung von Groß-Berlin gewählt. Doch drei Monate später wurde Wüst als Bezirksrat im Bezirk Wedding gewählt. Bei den Wahlen 1950 und 1954 wurde er zwar immer in das Abgeordnetenhaus von Berlin gewählt, schied aber jeweils nach wenigen Wochen aus dem Parlament aus, da er weiterhin Bezirksstadtrat im Wedding war. 1961 wurde er pensioniert.